# Агаларов, Араз Искендер оглы
Ара́з Искендер оглы Агала́ров (азерб. Araz İsgəndər oğlu Ağalarov; род. 8 ноября 1955, Баку) — российский предприниматель, президент и владелец группы компаний Crocus Group.
В 2020 году занял 55-е место в рейтинге Forbes «200 богатейших бизнесменов России» с состоянием в $1,7 млрд. Самая высокая позиция — № 46 с $1,9 млрд в 2015 году.

## Биография
Родился 8 ноября 1955 года в Баку, в азербайджанской семье.
Носит имя реки Аракс (азерб. Araz). В англоязычных СМИ употребляется написание имени «Aras», в русскоязычных также встречается через «с» («Арас»).
С 1962 по 1972 годы учился в средней общеобразовательной школе № 189 в Баку.
В 1977 году окончил учёбу в Бакинском политехническом институте; специальность — «Многоканальная электросвязь», присвоенная квалификация — «Инженер связи».
Во время учёбы подрабатывал записью аудиокассет для городских студий звукозаписи, в месяц удавалось заработать до 1000 рублей, при средней зарплате по стране в 1970-х годах в 120 рублей.
После окончания учёбы Агаларов получил распределение в Бакинскую телефонную станцию. В это время началась его дружба с Муслимом Магомаевым, которому Агаларов помогал связываться по междугородней и международной связи с женой Тамарой Синявской. Но по-настоящему они сблизились уже в Москве, после того как певец закончил карьеру.
В 1979 году Агаларова перевели в Республиканский комитет профсоюза работников связи, а ещё через два года, в 1981 году, его выбрали председателем профсоюза Бакинской междугородней телефонной станции.
Являлся членом КПСС.
В 1983 году Араз Агаларов начал обучение в аспирантуре Высшей школы профсоюзного движения Всесоюзного центрального совета профессиональных союзов (ВЦСПС) им. Н. М. Шверника в Москве. В 1987 году защитил диссертацию: «Формирование и использование фонда заработной платы на примере предприятий связи», — и стал кандидатом экономических наук.
По окончании учёбы в Высшей школе профсоюзного движения Агаларова отправляют в качестве инструктора в Бакинский городской комитет профсоюза работников агропромышленного комплекса, а уже в 1988 году его перевели в московский Научный центр ВЦСПС на должность младшего научного сотрудника.
В том же 1988 году Араз Агаларов создаёт торгово-закупочный кооператив «Шафран». Компания поставляла в магазины duty-free всех московских аэропортов сувенирную продукцию: палехские шкатулки, павловопосадские платки, матрёшки. Магазины могли закупать продукцию только у юридических лиц, поэтому компания Агаларова сначала скупала сувениры на рынках, а затем начала собственное производство.
На заработанную валюту через открытое в 1989 году совместное российско-американское предприятие «Крокус Интернэшнл» закупалось компьютерное оборудование для продажи в Москве. Агаларов стал директором предприятия, а в 1993 году стал президентом ЗАО «Крокус Интернэшнл» (Crocus International), из которого в дальнейшем вырастет группа компаний «Crocus Group». Должность вице-президента в «Крокус Интернэшнл» занимал Иосиф Евгеньевич Гриль, тесть Агаларова.

### Предпринимательская деятельность. Crocus Group
В начале 90-х основными направлениями деятельности Агаларова были — организация выставок на ВВЦ и в «Экспоцентре» на Красной Пресне, а также торговля. К середине 90-х структуры Агаларова контролировали треть московского рынка одежды и обуви класса люкс.
В 1994 году был открыт «Крокус банк», который обслуживал как розничных, так и корпоративных клиентов, но основным направлением было обслуживание финансовых потоков ГК.
В 1997 году компания строит один из первых клубных домов в Москве — Agalarov House.
В феврале 1998 года Crocus Group открывают первый из гипермаркетов товаров для дома, дачи и ремонта «Твой дом».
В 2000 году Агаларов продаёт бизнес, связанный с выставками, британской компании ITE Group, часть полученных средств вкладывает в строительство торгово-выставочного комплекса «Крокус-Сити» в городе Красногорске за МКАД.
В 2002 году — открытие торгового комплекса «Крокус Сити Молл». В 2004 году рядом открывают международный выставочный центр «Крокус Экспо», который за три года показал рост выручки в 14 раз.
В 2009 году структуру «Крокус Сити» завершают концертный зал «Crocus City Hall», а также первая станция метро, построенная с привлечением частных средств, «Мякинино» и пешеходный мост через Москву-реку, соединяющий микрорайоны Красногорска со станцией метро.
В 2010 году — открытие первого из сети торгово-развлекательных комплексов Vegas. Также в 2010 открывают продажи домов в Agalarov Estate, который лидирует в списке самых дорогих коттеджных посёлков Московской области.
В 2019 году Crocus Group начала выращивать органические фрукты в Истринском районе Подмосковья. Вторым пищевым проектом этого же года стала учреждённая в октябре 2019 года АО «Крокус» дочерняя компания «Лотофиш» с долей в 90 %, специализирующаяся на индустриальном пресном рыболовстве.
К 2020 году бизнес-портфолио компании, управляемой Аразом Агаларовым, включает в себя: торгово-развлекательные комплексы Vegas, сеть гипермаркетов «Твой дом», торговый комплекс класса люкс «Крокус Сити Молл», ателье индивидуального пошива одежды Crocus Atelier Couture, монобрендовые бутики (Sergio Rossi, John Varvatos, Ravazzolo, Casadei, Le Silla, Tardini, Alberto Guardiani, Artioli, Santoni, Cesare Paciotti, DeNoVo, мультибрендовый бутик Crocus Fashion, два бутика «Крокус Сток»), часовая марка U-Boat, город-спутник Москвы «Крокус Сити», концертный зал «Крокус Сити Холл», станция метро «Мякинино», многофункциональный жилищно-деловой комплекс «Манхэттен», «Крокус Сити Океанариум», концертная площадка Vegas City Hall, ресторанный бизнес Restaurants by Crocus Group, загородное поместье Agalarov Estate, элитный посёлок премиум-класса «Sea Breeze» в Азербайджане, жилой комплекс Agalarov House, «Крокус-Банк», таможенный терминал и логистический центр «Крокус Логистик», «Крокус Страхование», теплоход «Крокус», компания «Лотофиш» и фруктовые сады в Подмосковье.

### Государственные подряды
С 2009 года Crocus Group начинает выполнять государственные заказы в качестве генерального подрядчика.
Среди проектов — строительство кампуса и набережной для Дальневосточного федерального университета, участка Центральной кольцевой дороги № 1, объектов космодрома «Восточный», двух стадионов к Чемпионату мира по футболу 2018 — «Ростех Арена» и «Ростов Арена».
Также в 2018 Crocus Group стала генподрядчиком по достраиванию проблемных домов обанкротившегося застройщика Urban Group.
27 апреля 2020 года на фоне эпидемии коронавируса Агаларов без конкурса получил госконтракты на почти 1,035 млрд руб. от губернатора Подмосковья Андрея Воробьёва на переоборудование помещений выставочного центра «Крокус Экспо» для размещения заболевших. Слово «госпиталь» в госконтракте не фигурирует, деньги выплачены за «приспособление помещения для оказания медицинской помощи в целях предотвращения распространения коронавирусной инфекции COVID-19», медицинское оборудование в документе тоже не упомянуто. Стоимость одного места на территории «Крокус Экспо» обошлась Красногорской больнице в 690 тысяч рублей. При этом годовой доход от выставок — до 6 млрд рублей в год, а два выделенных корпуса были заняты квартал вместо месяца. После этого оба госпиталя были разобраны для проведения обязательных выставок, а при повторной сборке оказалось, что оборудование разобрали по другим ковидным госпиталям. Оборудование пришлось закупать повторно, и госпиталь проработал до февраля 2021 года.
В 2021 году компания построила в ОАЭ Павильон России. Площадь павильона — 3630 м², получила подряд на строительство Камчатской краевой больницы и строительство нового международного аэропорта «Елизово» в Петропавловске-Камчатском.
Уже в 2022 году к проектам Crocus Group добавился Ледовый дворец в Нижнем Новгороде.
Также Crocus Group провели строительные и реконструкционные работы на пунктах таможенного контроля по границе Кыргызстана с Китаем, Таджикистаном и Узбекистаном.

### Общественная деятельность
Араз Агаларов был членом правления общероссийской общественной организации «Российский союз промышленников и предпринимателей» с 2009 по 2023 год.
Также предприниматель — член президиума общероссийской общественной организации «Всероссийский азербайджанский конгресс», член правления некоммерческого партнёрства «Объединение предпринимательских организаций России» («Опора»), основатель и президент некоммерческой организации «Союз производителей и импортёров» с 2002 года, член Общественно-консультативного совета по таможенной политике при Федеральной таможенной службе с 2004 года.
В 2002 году избран вице-президентом Всероссийского азербайджанского конгресса.
Выделил средства на строительство детского хосписа «Дом с маяком» в 2019 году. Общая стоимость проекта для компании Crocus Group — 400 млн рублей.
Учредитель некоммерческой организации «Фонд культурно-музыкального наследия Муслима Магомаева».

### Научная и творческая деятельность
Кандидат экономических наук, в 1998 году защитил диссертацию на тему «Формирование и использование фонда заработной платы на примере предприятия связи».
Почётный член Российской академии художеств с 2015 года.
Автор книг «Мой взгляд на Россию в эпоху реформ» (1998), «Россия: размышления на пути к рынку», «Ещё одна попытка?… Статьи о российской экономике, опубликованные 1996—1999 гг.».
Араз Агаларов в январе 2020 года раскритиковал экономику Российской Федерации: «В России не может расти ВВП с такими низкими зарплатами и пенсиями и высокими налогами».

## Обвинения во вмешательстве в выборы президента США
В 2017 году американские СМИ сообщили, что в июне 2016 года при посредничестве сына Агаларова — Эмина — сын президента США Дональд Трамп-мл. встречался с Н. Весельницкой — российским адвокатом, ожидая от неё компромата на Хиллари Клинтон. Позже Трамп-мл. заявил, что никакой значимой информации у Весельницкой не было. Кроме того, СМИ сообщали, что ранее генпрокурор Юрий Чайка и бизнесмен Араз Агаларов на одной из встреч обсуждали возможность передачи компромата на Клинтон. Эта встреча является одним из эпизодов в расследовании Роберта Мюллера о вмешательстве России в выборы президента США. Как отмечала газета, Агаларов познакомился с Трампом в 2013 году, в период подготовки конкурса красоты «Мисс Вселенная», который проходил в Crocus City Hall.
Демократическая партия США подала иск в том числе и к Агаларовым. В своём иске демократы обвиняют Россию, штаб Трампа и других в сговоре с целью помешать победе на выборах демократического кандидата Хиллари Клинтон. Одной из тем расследования российского вмешательства, которое возглавляет спецпрокурор США Роберт Мюллер, является встреча Трампа-младшего с адвокатом Весельницкой. В декабре 2018 года Агаларовы попросили суд в США отклонить обвинения Национального комитета демократической партии в причастности к вмешательству в американские выборы. В своём заявлении Агаларовы заявили, что не участвовали и не были осведомлены о каком-либо политическом заговоре. По предположению Агаларовых, Демократическая партия США связывает их с вмешательством в выборы потому, что в период проведения избирательной кампании у них были контакты с кандидатом от Республиканской партии Дональдом Трампом и его избирательным штабом.

## Награды
- Орден Почёта (26 июня 2013 года) — за достигнутые трудовые успехи, многолетнюю добросовестную работу и активную общественную деятельность[40].
- Орден святого благоверного князя Даниила Московского II степени.
- Орден Преподобного Сергия Радонежского II степени (2003 г.).
- Командор ордена «За заслуги перед Итальянской Республикой» (27 декабря 2008 года, Италия)[41][42].
- Медаль «Прогресс» (13 марта 2006 года, Азербайджан) — за деятельность в области солидарности азербайджанцев мира[43][44].
- Благодарность Президента Российской Федерации (15 декабря 2021 года) — за большой вклад в реализацию инвестиционного проекта «Центральная кольцевая автомобильная дорога (Московская область)» и многолетнюю добросовестную работу[45].
- Премия Правительства Российской Федерации 2013 года в области культуры (23 декабря 2013 года) — за создание Фонда культурно-музыкального наследия Муслима Магомаева[46].
- Обладатель премии Commercial Real Estate Awards в номинации «Девелопер Года» (2011).
- Обладатель премии The MICAM Awards.
- Обладатель премии Donald Trump Diamond Excellence Award.
- Первое место в рейтинге высших руководителей 2010 г. газеты «Коммерсантъ Деньги» (номинация — «Торговля»)[47].
- Первое место в рейтинге владельцев коммерческой недвижимости по версии журнала «Forbes» (2010).
- «Девелопер года» по версии премии Commercial Real Estate Awards 2011 (CRE Awards).
- «Персона года» и «Девелопер года» по версии премии Commercial Real Estate Awards 2015 (CRE Awards).
- Юбилейная медаль Всероссийского Азербайджанского Конгресса (2010)[48].

## Семья
- Жена ― Ирина Иосифовна Агаларова (Гриль), бизнес-леди, гражданка США, зарегистрирована в списках избирателей как республиканка[49].
- Сын ― Эмин Агаларов, первый вице-президент Crocus Group, певец.
  - Внуки ― Али (род. 1 декабря 2008), Микаил (род. 1 декабря 2008), Амина (род. 9 апреля 2014)[50], Афина (род. 31 декабря 2018).
- Дочь ― Шейла Агаларова, окончила Fashion Institute of Technology в Нью-Йорке. Гражданка США, зарегистрирована в списках избирателей как демократка[49].
- Сват — президент Азербайджана Ильхам Алиев.